# Santa María de Cahuapanas
Santa María de Cahuapanas es una localidad peruana, capital de distrito de Cahuapanas, provincia de Datem del Marañón, al oeste del departamento de Loreto.

## Descripción
Santa María de Cahuapanas es una localidad mayoritariamente habitada por los pueblos indígenas awajún y chayahuitas, debido a su lejanía es un sitio donde suele provocarse conflictos entre la población y los representantes del gobierno central.